# 阿卜杜拉·奥泰夫
阿卜杜拉·奥泰夫（阿拉伯语：عبدالله إبراهيم عطيف;，1992年8月3日—）是沙特阿拉伯的职业足球运动员，司职中场。现效力于沙特阿拉伯职业足球联赛的吉達艾阿里，他也代表沙特阿拉伯国家足球队。

## 荣誉
- 沙特阿拉伯职业足球联赛（5）：2016–17、2017-18、2019-2020、2020-2021、2021-2022
- 沙特國王盃（3）：2015、2017、2019-2020
- 沙特王储盃（1）：2015–16
- 沙特超级盃（3）：2015、2018、2021
- 亚足联冠军联赛（2）：2019、2021